# 短肢猴
短肢猴（学名：Allenopithecus nigroviridis）是灵长目猴科短肢猴屬的唯一一种，生活在非洲的刚果盆地。
短肢猴是一种体型健壮的动物。它的皮肤表层是灰绿色，脸部为红色，脸颊长着长毛。体长为40-60厘米，尾长约50厘米，雄性体重可达6公斤，雌性可达3.5公斤。
日行动物，在地面上觅食。群居，一个群体最多可以有40头猴子，通过叫声、手势和身体接触进行交流。
短肢猴的食物主要包括水果和树叶，有时也吃甲虫和蠕虫。
断奶期大约为三个月，三到五年成熟。寿命最多可达23年。